# Кукушкино (Минская область)
Кукушкино (бел. Кукушкiна) — деревня в Колодежском сельсовете Червенского района Минской области Белоруссии.

## География
Располагается в трёх километрах к северу от райцентра, в 65 километрах от Минска, на автодороге Червень — Смолевичи.

## История
Основана во второй половине XX века как населённый пункт при участке Минского леспромхоза. Указом Президиума Верховного Совета БССР от 21 января 1969 года населённому пункту присвоено название «деревня Кукушкино». На 1997 год насчитывалось 23 домохозяйства, 53 жителя, функционировал производственный мастерской участок Червенского леспромхоза.

## Население
- 1997 — 23 двора, 53 жителя.
- 2013 — 16 дворов, 31 житель.